# Петар Јевремовић
Петар Јевремовић (Чачак, 8. август 1999) је српски џијуџицу борац, бивши првак Србије у категорији јуниора и сениора, у спортској џијуџици. Члан је џијуџицу клуба „Лин Куеи“, као и бокс клуба My Gym Ивањица

## Каријера
Почетком октобра на Купу Србије, одржаном у Новом Саду, освојио је сребрну медаљу у категорији до 66.кг
У марту 2015., освојио је златну медаљу на Првенству Србије, које се одржавало у Новом Саду, победом над Ковачевић Марком. Месец дана касније, на међународном турниру „Србија Опен 2016“ је дошао до сребрне медаље као и на међународном турниру у Алексинцу 2016. године,где је представљао државу и клуб у категорији кадета до 60.кг. У финалу је изгубио од Дејана Голијана из Републике Српске .
Такмичио се 2016. године на Купу Србије, али је дисквалификован због неконтролисаних удараца у четвртини финала.
Средином октобра је освојио последњу медаљу у тој години, бронзана медаља на “9.том Меморијалном турниру Ђорђе Павлик“ који се одржао у Темерину .
Почетком 2017. године је освојио бронзану медаљу на Првенству Србије, одржаном у Шапцу. 24.маја се придружио спортском клубу My Gym Ивањица. Због константних повреда, није се такмичио на Купу Србије као и на многим међународним турнирима.
На Првенству Србије 2018. године је постао двоструки вицешампион Србије, освојивши сребро у категорији јуниора и сениора.
На Међународном турниру „Србија Опен“ 2018, је освојио сребо у јуниорској категорији, а месец дана касније злато на Међународном турниру „Пантер Куп“ одржаном у Шапцу.   На Купу Србије, одржаном у Старoj Пазови, освојио је златну медаљу у категорији до 62.кг